# NGC 798
NGC 798 ist eine elliptische Galaxie vom Hubble-Typ E6 im Sternbild Dreieck am nördlichen Fixsternhimmel. Sie ist schätzungsweise 233 Millionen Lichtjahre von der Milchstraße entfernt und hat einen Durchmesser von etwa 80.000 Lj.

Im selben Himmelsareal befinden sich u. a. die Galaxien NGC 783, NGC 785, NGC 789, NGC 793.
Das Objekt wurde am 10. Dezember 1871 von dem französischen Astronomen Édouard Jean-Marie Stephan entdeckt.